# Clouds of Sils Maria
Clouds of Sils Maria (tạm dịch: Những bóng mây của Sils Maria) là một bộ phim tâm lý chính kịch năm 2014 do Olivier Assayas viết kịch bản và đạo diễn, với sự tham gia của Juliette Binoche, Kristen Stewart và Chloë Grace Moretz. Phim do Pháp - Đức - Thụy Sĩ hợp tác sản xuất. Quá trình quay phim chính diễn ra từ tháng 8 đến tháng 10 năm 2013, với phần lớn bối cảnh diễn ra ở Sils Maria, Thụy Sĩ. Bộ phim theo chân một nữ diễn viên trung niên đã thành danh (Binoche), người được chọn vào vai người tình lớn tuổi trong một bộ phim đồng tính nữ lãng mạn đối diện với một ngôi sao trẻ mới nổi (Moretz). Cô ấy vượt qua những bất an cá nhân và sự ghen tuông nghề nghiệp — tất cả trong khi căng thẳng tình dục âm ỉ giữa cô ấy và trợ lý riêng của cô ấy (Stewart). Kịch bản được viết bởi Juliette Binoche và kết hợp các yếu tố từ cuộc sống của cô vào cốt truyện.
Clouds of Sils Maria đã được chọn để tranh giải Cành cọ vàng trong hạng mục tranh giải chính tại Liên hoan phim Cannes 2014 vào ngày 23 tháng 5 năm 2014, đồng thời được trình chiếu tại Liên hoan phim Quốc tế Toronto và Liên hoan phim New York. Bộ phim nhận được đánh giá tích cực, với các nhà phê bình khen ngợi tác phẩm là phức tạp về mặt tâm lý và khen ngợi diễn xuất của các nữ diễn viên chính. Phim đã giành được Giải thưởng Louis Delluc cho Phim hay nhất vào tháng 12 năm 2014, và nhận được sáu đề cử Giải César. Stewart nhận giải César cho Nữ diễn viên phụ xuất sắc nhất vào tháng 2 năm 2015.

## Diễn viên
- Juliette Binoche vai Maria Enders
- Kristen Stewart vai Valentine

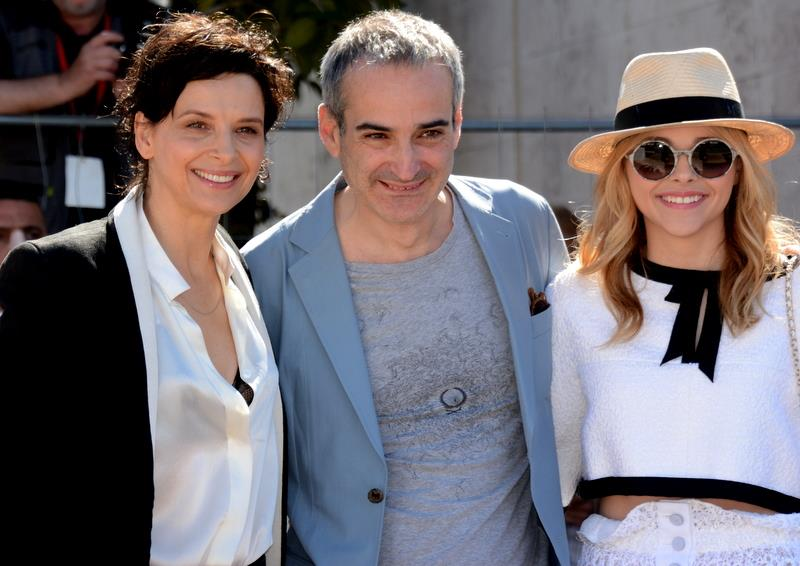
Juliette Binoche, Olivier Assayas, và Chloë Grace Moretz tại Liên hoan phim Cannes 2014

- Chloë Grace Moretz vai Jo-Ann Ellis
- Johnny Flynn vai Christopher Giles
- Lars Eidinger vai Klaus Diesterweg
- Hanns Zischler vai Henryk Wald[5]
- Brady Corbet vai Piers Roaldson
- Aljoscha Stadelmann vai Urs Kobler
- Benoit Peverelli vai Berndt
- Luise Berndt vai Nelly
- Angela Winkler vai Rosa Melchior
- Gilles Tschudi vai Mayor of Zürich
- Caroline de Maigret vai Chanel Press Attache
- Claire Tran vai trợ lý Maria ở London(Mei-Ling)
- Jakob Kohn vai quản lý Jo-Ann

## Sản xuất
Quá trình quay phim chính của Clouds of Sils Maria đã bắt đầu vào ngày 22 tháng 8 năm 2013 và kết thúc vào ngày 4 tháng 10. Bộ phim được quay tại ngôi làng nổi tiếng Sils Maria ở Thụy Sĩ cũng như Zürich; Leipzig ở Đức; và Nam Tyrol ở Ý.
Trong một cuộc phỏng vấn, Assayas nói rằng tất cả nội thất của bộ phim đều được quay ở Đức. Đoàn làm phim chuyển đến Sils Maria để quay các cảnh đi bộ đường dài, và lại chuyển sang quay các cảnh trong và xung quanh nhà gỗ ở Nam Tyrol.
Công ty Chanel đã ra mắt trong lĩnh vực tài trợ điện ảnh với bộ phim này. Ngoài ra, hãng còn cung cấp cho các nữ diễn viên quần áo, đồ trang sức, phụ kiện và đồ trang điểm, và thương hiệu này trong kịch bản như một nhà cung cấp cho Maria. Chanel đã cung cấp một phần ngân sách để Olivier Assayas quay phim trên phim 35 mm thay vì kỹ thuật số.
Assayas đã mô tả vở kịch hư cấu Maloja Snake là "phiên bản cô đọng, tàn bạo" của The Bitter Tears of Petra von Kant, một vở kịch của Rainer Werner Fassbinder (sau này được chuyển thể thành phim cùng tên).
Ở Mỹ tên của phim là Clouds of Sils Maria. Tại Pháp, bộ phim được phát hành với tên gọi Sils Maria.

## Phát hành

### Quảng cáo
Trailer đầu tiên của bộ phim được phát hành vào ngày 22 tháng 5 năm 2014. Tiếp theo là trailer quốc tế khác vào ngày 7 tháng 7.

### Lễ hội
Phim được chọn tranh giải Cành cọ vàng trong hạng mục tranh giải chính tại Liên hoan phim Cannes 2014 vào ngày 23 tháng 5 năm 2014. Nó cũng được trình chiếu tại Liên hoan phim Quốc tế Toronto và Liên hoan phim New York.

## Đón nhận

### Đánh giá phê bình

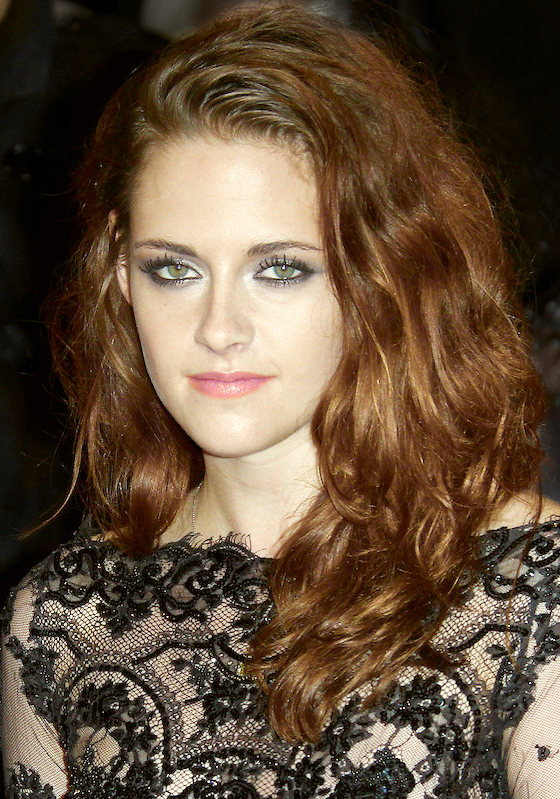
Vai diễn của Kristen Stewart đã nhận được sự tán thưởng rộng rãi của giới phê bình.

Trên trang tổng hợp đánh giá Rotten Tomatoes, 91% trong số 179 nhà phê bình đã đánh giá tích cực về bộ phim, với điểm đánh giá trung bình là 7,6 / 10. Các nhà phê bình của trang web cho biết: "Được củng cố bởi bộ ba màn trình diễn mạnh mẽ từ các diễn viên chính tài năng, Những bóng mây của Sils Maria là một bộ phim truyền hình hấp dẫn, giàu chi tiết với chiều sâu và trí thông minh ấn tượng." Trên Metacritic, bộ phim có điểm trung bình có trọng số là 79/100, dựa trên 41 đánh giá từ các nhà phê bình, cho thấy "các bài đánh giá nhìn chung là tích cực".
Clouds of Sils Maria công chiếu tại Liên hoan phim Cannes nhận được nhiều đánh giá tích cực. Robbie Collin của The Daily Telegraph nói, "Đây là một bộ phim phức tạp, mê hoặc và u sầu, một bộ phim thông minh đáng sợ khác của Assayas." Anh nói, " Binoche nhập vai với sự sang trọng và sự dí dỏm u sầu - nhân vật của cô ấy ở giữa hư cấu và thực tế theo cách gợi nhớ vai diễn của cô ấy trong vai diễn được ghi lại bởi Abbas Kiarostami. Nhưng Stewart mới thực sự tỏa sáng ở đây. Valentine có lẽ là vai diễn hay nhất của cô ấy cho đến nay: cô ấy nhạy bén và tinh tế, dễ hiểu và sau đó đột nhiên xa cách, và một bước ngoặt muộn màng, đáng ngạc nhiên được xử lý bằng một cảm giác nhẹ nhàng tuyệt vời. "
Peter Debruge của Variety cho biết đó là "sự tái hợp táo bạo của Assayas, một siêu viễn tưởng nhiều lớp, hướng về phụ nữ, đẩy tất cả những người liên quan - bao gồm cả các ngôi sao thế hệ tiếp theo Kristen Stewart và Chloë Grace Moretz - lên một tầm cao mới." Matt Risley của Total Film gọi đây là "một bộ phim thanh lịch, thông minh, được làm sống động bởi những màn trình diễn mạnh mẽ của Binoche, Moretz và đặc biệt là Stewart, người mà chắc chắn điều này sẽ mở ra một bình minh mới."
Stephanie Zacharek của The Village Voice viết: "Nhưng trung tâm thực sự của bộ phim, hiện tượng khí tượng khiến người xem thích thú, chính là sự đan xen nửa ngọt ngào, nửa tình cảm giữa  Binoche và Stewart." Ben Sachs của Chicago Reader đã viết: "Điều này gợi lại những bộ phim truyền hình thính phòng của Ingmar Bergman về cường độ và sự phức tạp về tâm lý của mối quan hệ trung tâm, nhưng cách làm phim lại trôi chảy một cách ngoạn mục, gợi lên cảm giác lãng mạn bị bỏ rơi."
Tuy nhiên, Kyle Smith của New York Post viết: "Một bộ phim hậu trường có tiếng xèo xèo của cốc nước nằm trên bệ cửa sổ, [...] Clouds of Sils Maria mắc lỗi thiếu trí tưởng tượng kịch tính vì sự tinh tế âm ỉ." Richard Brody từ The New Yorker viết: "Clouds of Sils Maria, như tiêu đề cho thấy, là một loại tạp chí du lịch, một loại quảng cáo cho du lịch văn hóa châu Âu, và như vậy, đó là hình ảnh hoàn hảo của chính nơi đã tạo ra nó. Vì hầu như không có hoạt động làm phim độc lập nào ở Pháp, và điều đó là không nên. mô tả và phản ánh. Sự tầm thường thật ngột ngạt."

### Doanh thu phòng vé
Clouds of Sils Maria khởi chiếu tại Pháp vào ngày 20 tháng 8 năm 2014 tại 150 rạp với giá trung bình $ 3,663 mỗi rạp và tổng doanh thu phòng vé là $ 549,426 tính đến ngày 24 tháng 8 năm 2014. Bộ phim đã mở rộng đến 195 rạp trong tuần thứ hai phát hành và phòng vé tăng lên ước tính 1.150.090 đô la.
Bộ phim khởi chiếu tại Hoa Kỳ vào ngày 10 tháng 4 năm 2015 tại ba rạp và thu về 69.729 đô la vào cuối tuần công chiếu với mức trung bình là 23.243 đô la mỗi rạp. Tính đến ngày 4 tháng 6 năm 2015, bộ phim đã thu về ước tính $ 1.743.577 sau khi mở rộng các rạp chiếu.

### Giải thưởng
Bộ phim đã giành được Giải thưởng Louis Delluc cho Phim hay nhất vào tháng 12 năm 2014. Phim đã nhận được sáu đề cử Giải César bao gồm phim hay nhất, đạo diễn xuất sắc nhất, nữ diễn viên chính xuất sắc nhất, kịch bản gốc xuất sắc nhất và quay phim xuất sắc nhất, trong khi Stewart giành chiến thắng cho nữ diễn viên phụ xuất sắc nhất, trở thành người đầu tiên Nữ diễn viên Mỹ đoạt giải César và là diễn viên Mỹ thứ ba đoạt giải sau Adrien Brody năm 2003 và Christopher Lambert năm 1985.
| Năm  | Tên                                         | Hạng mục                                 | Người được đề cử                     | Kết quả   |
| ---- | ------------------------------------------- | ---------------------------------------- | ------------------------------------ | --------- |
| 2014 | Prix Louis Delluc                           | Phim hay nhất                            | Olivier Assayas                      | Đoạt giải |
| 2014 | Munich Film Festival                        | Phim quốc tế hay nhất                    | Olivier Assayas                      | Đề cử     |
| 2014 | Lumières Award                              | Nữ diễn viên hay nhất                    | Juliette Binoche                     | Đề cử     |
| 2015 | Alliance of Women Film Journalists          | Nữ diễn viên xuất sắc nhất trong vai phụ | Kristen Stewart                      | Đoạt giải |
| 2015 | César Award                                 | Nữ diễn viên phụ xuất sắc nhất           | Kristen Stewart                      | Đoạt giải |
| 2015 | César Award                                 | Nữ diễn viên hay nhất                    | Juliette Binoche                     | Đề cử     |
| 2015 | César Award                                 | Kịch bản gốc hay nhất                    | Olivier Assayas                      | Đề cử     |
| 2015 | César Award                                 | Đạo diễn xuất sắc nhất                   | Olivier Assayas                      | Đề cử     |
| 2015 | César Award                                 | Phim hay nhất                            | Charles Gillibert và Olivier Assayas | Đề cử     |
| 2015 | César Award                                 | Người quay phim tốt nhất                 | Yorick Le Saux                       | Đề cử     |
| 2015 | New York Film Critics Circle                | Nữ diễn viên phụ xuất sắc nhất           | Kristen Stewart                      | Đoạt giải |
| 2015 | National Society of Film Critics            | Nữ diễn viên phụ xuất sắc nhất           | Kristen Stewart                      | Đoạt giải |
| 2015 | Boston Society of Film Critics              | Nữ diễn viên phụ xuất sắc nhất           | Kristen Stewart                      | Đoạt giải |
| 2015 | Los Angeles Film Critics Association Awards | Nữ diễn viên phụ xuất sắc nhất           | Kristen Stewart                      | Giải nhì  |
| 2015 | Online Film Critics Society                 | Nữ diễn viên phụ xuất sắc nhất           | Kristen Stewart                      | Đề cử     |
| 2015 | Detroit Film Critics Society                | Nữ diễn viên phụ xuất sắc nhất           | Kristen Stewart                      | Đề cử     |
| 2015 | San Diego Film Critics Society              | Nữ diễn viên phụ xuất sắc nhất           | Kristen Stewart                      | Giải nhì  |
| 2015 | St. Louis Gateway Film Critics Association  | Nữ diễn viên phụ xuất sắc nhất           | Kristen Stewart                      | Giải nhì  |
| 2015 | St. Louis Gateway Film Critics Association  | Kịch bản gốc hay nhất                    | Olivier Assayas                      | Đề cử     |
| 2015 | Austin Film Critics Association             | Nữ diễn viên phụ xuất sắc nhất           | Kristen Stewart                      | Đề cử     |
| 2015 | Chicago Film Critics Association            | Nữ diễn viên phụ xuất sắc nhất           | Kristen Stewart                      | Đề cử     |
| 2015 | Florida Film Critics Circle                 | Nữ diễn viên phụ xuất sắc nhất           | Kristen Stewart                      | Đoạt giải |
| 2015 | Toronto Film Critics Association            | Nữ diễn viên phụ xuất sắc nhất           | Kristen Stewart                      | Giải nhì  |
| 2015 | London Film Critics Circle                  | Nữ diễn viên phụ của năm                 | Kristen Stewart                      | Đề cử     |

## Âm nhạc
- "Kowalski" - Primal Scream
- "Largo de Xerxes" – Georg Friedrich Handel
- "Canon and Gigue in D Major for 3 Violins and Basso Continuo" – Johann Pachelbel
- "Paavin of Albarti (Alberti)" – Innocentio Alberti (trình diễn bởi Hesperion XXI)
- "Sonata No. 2 in D Minor" – Georg Friedrich Handel
- "Sonata No. 2 in B-Flat Major for Violin and Harp, Op. 16: II. Adagio" - Louis Spohr
- "Trio for Violin, Cello and Harp in E minor: III. Rondo" - Louis Spohr

## Phương tiện truyền thông
Bộ phim đã được phát hành trên DVD và Digital HD bởi Paramount Home Media vào ngày 14 tháng 7 năm 2015; công ty cũng xử lý việc bán các giải trí kỹ thuật số, với IFC xử lý việc bán video theo yêu cầu.
The Criterion Collection đã phát hành ấn bản DVD và Blu-ray vào ngày 28 tháng 6 năm 2016.